# Submillimeter Array
Il Submillimeter Array (SMA) è un interferometro costituito da otto radiotelescopi del diametro di 6 metri ciascuno e operante nella lunghezza d'onda submillimetrica. È stato costruito nel 2003, dopo il successo del JKMT e del Caltech Submillimeter Observatory (decommissionato nel 2015), coi quali si può combinare in un unico interferometro. Fa parte anche del progetto Event Horizon Telescope.

## Osservazioni

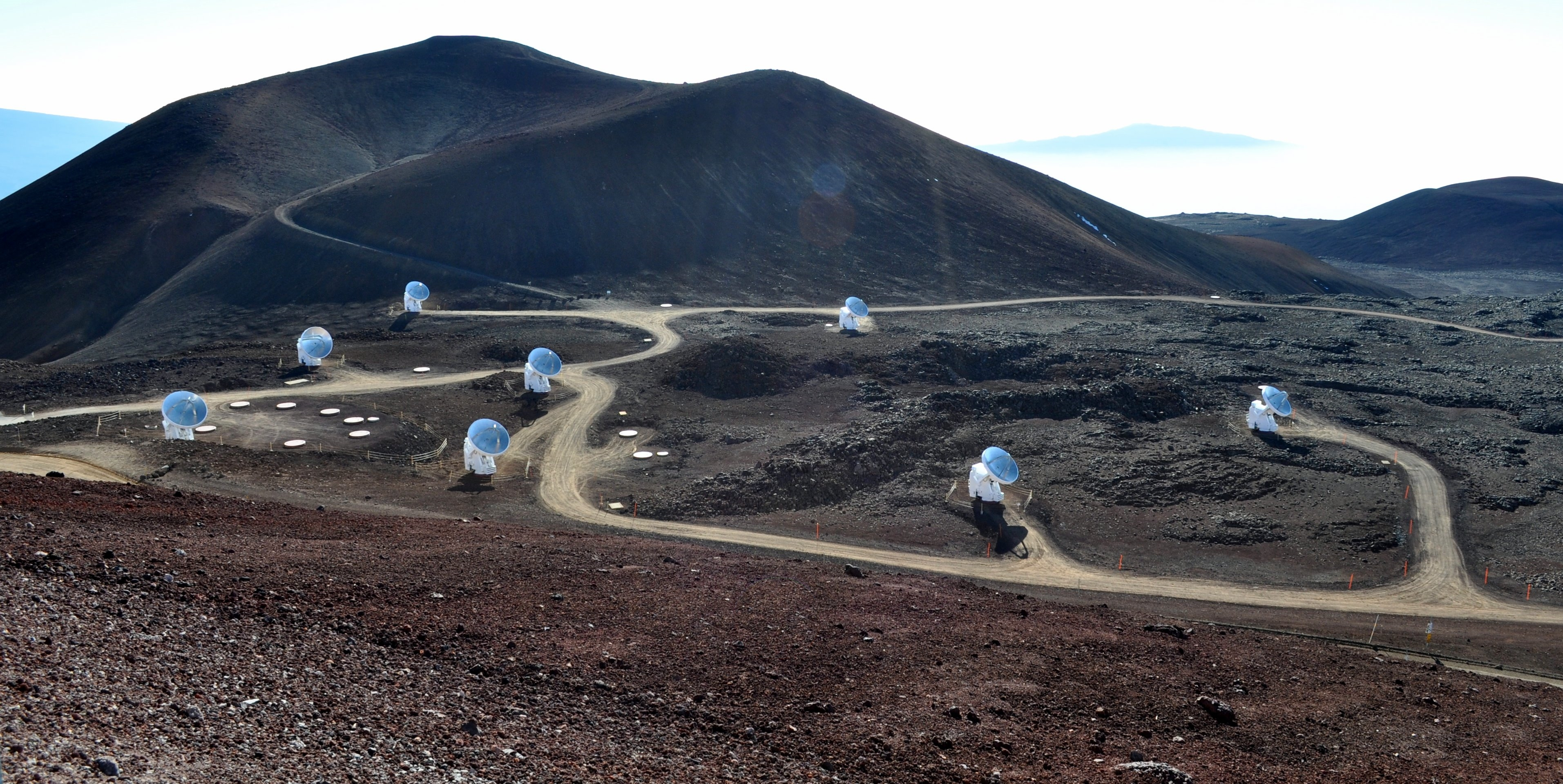
SMA visto dall'alto. Sul suolo si possono notare le diverse postazioni agibili per i radiotelescopi.

Il Submillimeter Array viene utilizzato in diversi ambiti, eccellendo nell'osservazione di gas e polveri a temperature di poco superiori allo zero assoluto. L'interferometro opera in lunghezze d'onda comprese tra qualche centinaio di micrometri e alcuni millimetri, contribuendo molto allo studio di nubi molecolari, galassie affette da redshift, stelle al termine dell'evoluzione, o centri galattici. Occasionalmente vengono effettuati degli studi anche nel Sistema Solare, concentrandosi su pianeti, asteroidi, comete e lune. In particolare il SMA ha dimostrato che Plutone è di 10 K più freddo di quanto ci si aspettava, oltre ad essere il primo radiotelescopio a distinguere Plutone e Caronte come due corpi diversi. Con l'Event Horizon Telescope contribuisce ad ulteriori studi astrofisici, che hanno portato alla prima fotografia di un buco nero: M87.